# Ормеа
Ормѐа (на италиански и на пиемонтски: Ormea; на лигурски: Urmea Урмеа) е село и община в Северна Италия, провинция Кунео, регион Пиемонт. Разположено е на 736 m надморска височина. Населението на общината е 1751 души (към 2011 г.).